# Gustaf Lewenhaupt
Gustaf Lewenhaupt (n. 20 august 1879, Örebro Nikolai parish⁠(d), Comitatul Örebro, Suedia – d. 7 august 1962, Hedvig Eleonora parish⁠(d), Comitatul Stockholm, Suedia) a fost un călăreț și pentatlonist ce a reprezentat Suedia, medaliat olimpic. A participat la o ediție a Jocurilor Olimpice (1912) în care a câștigat o medalie de aur.

## Participări
Lista de mai jos prezintă principalele competiții la care a participat Gustaf Lewenhaupt de-a lungul carierei.
- equestrian at the 1912 Summer Olympics – team jumping[*]